# Лора Дерн
Лора Елизабет Дерн (енгл. Laura Elizabeth Dern; Лос Анђелес, 10. фебруар 1967) америчка је глумица. За њену улогу у филму "Расплинута ружа" из 1991. године номинована је за Оскар за најбољу глумицу. За улогу у филму "Дивљина", номинована је за награду Оскар за најбољу споредну улогу. Њене друге филмске улоге су "Маска" (1985), "Слаткоречивост" (1985), "Плави сомот" (1986), "Дивљи у срцу" (1990), "Парк из доба јуре" (1993), "Грађанка Рут" (1996), "Октобарско небо" (1999), "Зовем се Сем" (2001), "Унутарње царство" (2006), "Мастер" (2012), "Криве су звезде" (2014) и "Ратови звезда: Последњи џедаји" (2017).
Поред њених филмских радова, Лора је обимно радила на телевизији. Освојила је награду Златни Глобус за најбољу глумицу у мини - серији или ТВ филму, за филм "Након горења" из 1992. године. Освојила је награду Златни глобус за најбољу супругу на телевизији због њене улоге државне секретарке Катарине Харис у телевизијском филму "Пребројавање" (2008) и награду Златни глобус за најбољу глумицу у музичкој серији или комедији за 2012. годину за њену улогу као Ејми Џелико. Шест пута је номинована за Еми, који је освојила на церемонији 2017. године за најбољу глумицу у ограниченој серији или филму и награду Златни глобус за најбољу супругу на телевизији за улогу Рената Клеин у серији "Велике мале лажи" (2017 -поклон).
Лора је такође активиста за подизање свести о токсичним супстанцама које могу утицати на здравље деце. Она је такође присталица различитих добротворних организација и такође је активиста за свест о Дауновом синдрому.

## Младост
Дерн је рођена у Лос Анђелесу, у Калифорнији, кћер је глумаца Диане Лад и Бруса Дерна, и праунука бившег гувернера и ратног секретара Џорџа Дерна; Лора је зачета док су њени родитељи снимали "Дивље анђеле". Песник, писац и библиотекар конгреса Арчибалд МекЛиш био је њен пра пра ујак.
Након развода родитеља када је имала две године, Лора је у великој мери подигла њена мајка и бака. Подигнута је у духу римокатоличке вере.

## Каријера
Први филмски наступ Лоре Дерн јесте појављивање у филму своје мајке "Бела муња" (1973). Такође се кратко појавила у "Алис не живи овде више" (1974). Њена мајка је приговорила на присуство своје 13-годишње ћерке на сету "Даме и господо, фабулозне мрље", али Дернови су их тужили и добили еманципацију. 1982. постаје најмлађи победник Мис Златног глобуса.
Између 1985. и 1990. Лора је постала критички призната за улоге у "Маска", "Плави сомот" и "Дивљи у срцу". Лорина глумачка улога у филму "Плави сомот" била је пробој, иако је њен следећи значајан филм, "Дивљи у срцу", требало скоро четири године да буде пуштен. Лорина веза са Дејвидом Линчем наставила је са улогом у филму "Унутрашње царство".
Године 1992. Лора и њена мајка, постале су прва мајка и кћерка које је номиноване за награду Оскар за глуму у истом филму у "Расплинута Ружа", иако, за разлику од "Дивљи у срцу", нису играли мајку и кћер у филму. Лора је глумила као Др. Ели Сатлер у филму "Парк из доба јуре" из 1993. године Стивена Спилберга. Исте године, Клинт Иствуд контактирао је глумицу за свој филм "Савршени Свет". Такође је глумила и као Рут у филму "Грађанин Рут" (1996), редитељски деби Александра Пејна. Лорина мајка има камео улогу, играјући мајку Лориног лика, док је Лорин лик вриштао на њу.
Године 1997. Лора је представљена у музичком видео споту групе "Распрострањена Паника" за песму "Тетка Ејвис", коју је режирао Лорин тадашњи момак и будући вереник Били Боб Торнтон. Године 1998, Лора је играла у филму "Плес беба", у филму Џоди Фостер. Док је била у вези са Били Боб Торнтоном је 1999. године била је део глумачке екипе за његов филм "Тата и они", који укључује Дајен Лед. Лора се такође појавила у филму Џоија Џонстона "Октобарско небо".
Роберт Алтман се позвао на Лорин таленат да игра тетку која воли шампањац у својој комедији "Др Т и жене" у Тексасу 2000. године. Она је играла у оквиру "Унутар ових зидова" и у филму Артура Милера "Фокус". Имала је малу улогу у "Парку из доба јуре 3", а била је и помоћна глумица у филму "Ја сам Сем". Она је глумила у филму "Оштећена нега" 2002. године и у филм "Не живимо више овде". Лора је такође глумила у филму "Срећни завршеци" из 2005. године, а исте године појавила се у филму "Добитник награде пркоса, Охајо".
Године 2006, Дејвид Линч и Лора су се поново удружили за снимање филма "Унутрашње царство", а 2006. године Лора је имао и другу улогу у "Усамљеним срцима". Мајк Вајт, познат по писању "Школе рока" и "Добре девојке", ангажовао је Лауру за свој режијски деби 2007. године, комедију под називом "Година пса", а глумила је "Моли Шенон", "Џон Рајли" и "Питер Сарсгард". 2008. године Лора је глумила у филму "Пребројати" за коју је освојила награду Златни глобус за најбољу споредну глумицу - серију, мини-серију или телевизијски филм. Од тада, Лора је виђена у независној драми "Нежност". 2009. године, а 2010. године појавила се у "Упознајте мале Фокерове", играјући главног школског директора који је излазио са карактером "Овен Вилсона", Кевин Рајли.
Лора је много тога радила на телевизији, нарочито у филму "Након горења", за коју је добила награду Златни глобус за најбољу глумицу у мини серији или филму. Она је гостовала у серији "Западно крило", давала је глас за "Краљ брда", и била је лезбијка која је извукла Елен Деџенерес из плакара у чувеној "Штене епизоди", из 1997. године телевизијске серије "Елен".
Дана 24. априла 2007. године, у емисији Елен Деџенерес, Лора је открила да није радила више од годину дана након њеног наступа у тој епизоди, због резултирајућег повратка, али је то ипак назвала "ванредно искуство и прилика".
Лора је награђена са неколико награда независне филмске индустрије, укључујући Санденс филмски институт и била је предмет агресивне медијске кампање Дејвид Линча да освоји Оскара за њену улогу у филму "Унутрашње царство". 1. новембра 2010. године примила је 2.420. звезду на Холивудском булевару славних. Њени родитељи, Дајан Лед и Брус Дерн, такође су представљени звездама.
У октобру 2011, Лора је глумила у новој ХБО телевизијској серији под називом "Просветљен" Лора игра Ејми Џелико, извршиоца здравља и љепоте који се враћа из опоравка након повлачења како би покупио делове њеног прекинутог живота, између осталог, њену мајку, коју је играла њена стварна мајка Дајан Лед. Лору је вратио сценариста Мајк Вајт у телевизијски рад након што је имао сопствени талас на послу. Џеликова хавајска повлачења укључивала су увод у медитацију и лик покушава да настави дисциплину док наставља радни живот. Лора је добила свој трећи Златни глобус за своју улогу у серији.
Лора се појавила у филму Пол Томас Андерсона "Мастер" , 2012. године, заједно са Ејми Адамс и Филип Симор Хофманом. Лора се појавила у филму "Дивљина", Џин- Марка Валеја, заједно са Рис Видерспун, за коју је добила номинацију за Оскара за најбољу споредну улогу. Она се поново удружила са Рис Видерспун и Џин- Марк Валејејем 2017. године, за ХБО мини серију "Велике Мале лажи", освајајући своју прву Награду Еми за ударне термине за најбољу споредну глумицу у ограниченој серији или филму за представљање Ренате Клајн.

## Лични живот

### Политички погледи и активизам
Лора је активиста и подржава разне добротворне организације, као што је Здраво Дете Здрави свет, који има за циљ подизање свести о токсичним супстанцама које могу утицати на здравље детета. Она се залагала за свест о Дауновом синдрому у причи за наслову за магазин Способност.
Током 66. награде Златног глобуса, 11. јануара 2009. године, Лора је изразила подршку за нову администрацију Барака Обаме током њеног признања за награду Златни глобус за најбољу помоћну глумицу - серију, мини серију или телевизијски филм за њен рад на филму "Пребројати" . Она се цитира: "Ја ћу то ценити као подсетник на изузетан, невероватан излаз људи који су захтевали њихов глас да се чују на овим последњим изборима, тако да можемо очекивати невероватне промене у овој земљи. Хвала вам пуно!".
Године 2018, као гост је довела активисту Монику Рамирез на 75. награду Златног глобуса.

### Везе и породица
Дерн је започела везу са музичарем Беном Харпером након што су се на једном од његових концерата срели јесени 2000. године. Бен и Лура су се венчали 23. децембра 2005. године у својој кући у Лос Анђелесу. Имају двоје деце заједно, син Елери Волкер (рођен 21. августа 2001. године) и ћерка Џаја (рођена 28. новембра 2004). Кроз овај брак, Лора је постала маћеха Харперовој деци из првог брака, сину Чарлсу и ћерки Харис. У октобру 2010. године, Харпер је поднео развод од Лауре, наводећи непоправљиве разлике. Они су се кратко помирили и присуствовали наградама за Златни глобус 2012. али је Лора поново активирала развод и поднела правни одговор у јулу 2012. Развод је завршен у септембру 2013.
Лора је такође имала романсе са Кајл Маклакланом, Николас Кејџом, Барон Дејвисом, Рени Харлином, Џеф Голдблумом и Били Боб Торнтоном.
1. октобра 2017. године, након скандала сексуалног злостављања Харви Вајнстином, Лора се појавио на емисији Елен Деџенерес и открила да је била сексуално злостављана у 14-ој години.[15]

## Филмови
| Година | Назив                                 | Улога                | Режисер            | Напомена       |
| 2011   | Бори се за свој десни поновни почетак | Кафе Петрон          | Адам Јоч           | Кратак филм    |
| 1980   | Лисице                                | Деби                 | Адриан Лајн        |                |
| 1996   | Грађанка Рут                          | Рут Стопс            | Александар Пејн    |                |
| 2017   | Сманјиванје                           | Лора Лоновски        | Александар Пејн    |                |
| 1987   | Гризли II: Предатор                   | Тина                 | Андре Шоц          |                |
| 1996   | Копиле из Каролине                    | Наратор              | Анџелика Хјустон   |                |
| 1984   | Учитељи                               | Дајен Ворен          | Артур Хилер        |                |
| 2001   | Тата и они                            | Руби Монтгомери      | Били Боб Торнрон   |                |
| 1993   | Савршен свет                          | Сали Гербер          | Клинт Иствуд       |                |
| 2008   | Понедељак пре дана захвалности        | Тереза               | Кортни Кокс        | Кратак филм    |
| 2017   | Добра времена девојке                 | Клементина           | Кортни Хофман      | Кратак Филм    |
| 2017   | Вилсон                                | Пипи                 | Крег Џонсон        |                |
| 2010   | Све мора да иде                       | Дилајла              | Ден Раш            |                |
| 2015   | Храбри град                           | Ени                  | Даниел Дуран       |                |
| 2002   | Гуска                                 | Наратор              | Даниел Иваник      | Кратак Филм    |
| 1986   | Плави сомот                           | Сенди Вилиамс        | Дејвид Линч        | Кратак филм    |
| 1990   | Дивљи у срцу                          | Лула Форчун          | Дејвид Линч        |                |
| 1990   | Индустријска Симфонија бр. 1          | Жена сломљеног срца  | Дејвид Линч        | Концертни филм |
| 1991   | Расплинута ружа                       | Ружа                 | Марта Кулиџ        |                |
| 1993   | Парк из доба јуре                     | Др. Ели Сетлер       | Стивен Спилберг    |                |
| 1993   | Савршен свет                          | Сали Гербер          | Клинт Иствуд       |                |
| 1999   | Октобарско небо                       | Госпођица Рајли      | Џои Џонстон        |                |
| 2000   | Др. Ти и жене                         | Пеги                 | Роберт Алтман      |                |
| 2001   | Парк из доба јуре III                 | Др. Ели Деглер       | Џои Џонстон        |                |
| 2001   | Фокус                                 | Gertruda 'Gert' Срце | Нил Славин         |                |
| 2001   | Ја сам Сем                            | Ренди Карпентер      | Џеси Нелсон        |                |
| 2004   | Ми не живимо више овде                | Тери линден          | Џон Куран          |                |
| 2005   | Срећни завршеци                       | Пем Дерис            | Дон Рос            |                |
| 2006   | Усамљена срца                         | Рене Фоди            | Тод Робинсон       |                |
| 2007   | Година паса                           | Брет                 | Мики Вајт          |                |
| 2010   | Упознајте мале Фокерове               | Пруденс              | Паул Вајц          |                |
| 2012   | Мастер                                | Хелен Суливан        | Пол Томас Андерсон |                |
| 2014   | Криве су звезде                       | Френи Ланкастер      | Џош Бун            |                |
| 2014   | Дивљина                               | Боби Ламбрет         | Џим-Марк Валеј     |                |
| 2016   | Оснивач                               | Етел Флеминг         | Џон Ли Хенкок      |                |
| 2017   | Ратови звезда: Последњи џедаји        | Емилин Холдо         | Рајан Џонсон       |                |
| 2018   | Бајка                                 | Џенифер Фокс         | Џенифер Фокс       |                |